# Copies, Clones & Replicants
Copies, Clones & Replicants é o oitavo álbum de estúdio da banda Powerman 5000, lançado em 30 de Agosto de 2011 pela gravadora Cleopatra Records. É um álbum de covers.

## Faixas
| N.º | Título                         | Artista original | Duração |  |
| 1.  | "20th Century Boy"             | T. Rex           |         |  |
| 2.  | "Electric Avenue"              | Eddy Grant       |         |  |
| 3.  | "Whip It"                      | Devo             |         |  |
| 4.  | "Jump"                         | Van Halen        |         |  |
| 5.  | "Space Oddity"                 | David Bowie      |         |  |
| 6.  | "One Thing Leads to Another"   | The Fixx         |         |  |
| 7.  | "Candy-O"                      | The Cars         |         |  |
| 8.  | "Devil Inside"                 | INXS             |         |  |
| 9.  | "Pop Muzik"                    | M                |         |  |
| 10. | "Should I Stay or Should I Go" | The Clash        |         |  |
| 11. | "We're Not Gonna Take It"      | Twisted Sister   |         |  |
| 12. | "Under the Milky Way"          | The Church       |         |  |